# Bouhans-et-Feurg
Bouhans-et-Feurg är en kommun i departementet Haute-Saône i regionen Bourgogne-Franche-Comté i östra Frankrike. Kommunen ligger i kantonen Autrey-lès-Gray som tillhör arrondissementet Vesoul. År 2022 hade Bouhans-et-Feurg 239 invånare.

## Befolkningsutveckling
Antalet invånare i kommunen Bouhans-et-Feurg
| Referens: INSEE |